# 米濟亞基
49°54′39″N 35°37′56″E / 49.91083°N 35.63222°E
米濟亞基（烏克蘭語：Мізяки）是位於烏克蘭東部的村莊，由哈爾科夫州博霍杜希夫區的瓦爾基市鎮負責管轄。該村始建於1750年，面積10.5平方公里，海拔高度198米，2001年人口402，人口密度每平方公里38.1人。